# Куллин 7
 Куллин-7  (англ. Cullin-7,CUL7 ) — белок, кодируемый  у человека геном  CUL7. 
Белок, кодируемый этим геном, является компонентом белкового комплекса убиквитинлигазы E3. Кодируемый белок взаимодействует с белками P53, CUL9 и FBXW8. Дефекты этого гена являются причиной синдрома 3М типа 1 (3M1). Были найдены два варианта транскрипта, кодирующие различные изоформы.

## Взаимодействия
CUL7, как было выявлено, взаимодействует с RBX1 . 